# Rue Jean Ekelmans

La rue Jean Ekelmans est une rue bruxelloise de la commune d'Auderghem qui relie l'avenue Guillaume Van Nerom à la rue Franciscus Vandevelde sur une longueur de 110 mètres.

## Historique et description
Cette rue fait partie de la seconde cité-jardin construite à Auderghem dans les années 50 par la société Les Habitations et Logements à Bon Marché (HLBM).
Le 24 juin 1953, le conseil baptisa cette rue encore en construction du nom d'un prisonnier politique[réf. souhaitée].
- Premier permis de bâtir délivré le 13 mai 1953 pour les n° 1 à 24 à la Société des Habitations et Logements à Bon Marché.